# 暴力教室 (1955年の映画)
『暴力教室』（ぼうりょくきょうしつ、Blackboard Jungle）は、1955年公開のアメリカ映画であり、エヴァン・ハンターの小説を原作としている。
暴力的な描写が多いため、アメリカでも日本でも大人には反感を買うが、若者の間で大評判となる。1955年のアカデミー賞4部門にノミネートされた。

## あらすじ
ニューヨークの高校に赴任した国語教師リチャード・ダディエは、不良行為少年が集まった、暴力が支配するクラスの担任となる。
ダディエは、生徒たちのリーダー格の一人で街のギャングでもあるウエストの反抗に一歩も引かず、もう一人のリーダー格であるミラーを立てることでクラスを統制しようとする。
しかし、新任の女性教師ハモンドをレイプしようとした生徒を取り押さえ、怪我を負わせたことから全員の反感を買ってしまう。同僚のエドワーズと共に夜道でリンチを受けて怪我を負ったダディエはよりまともな学校への転校を考えるが、教育を通して若者の人格形成に寄与したいという初心に立ち返り、再び教壇に戻ることにする。
ダディエはテープレコーダーやカートゥーン映画を使った授業で自発的に考えることの楽しさを生徒たちに伝えるべく試行錯誤しつつ、ミラーとの信頼関係から自身の未熟さと生徒への敬意をも学んで行く。
その矢先、身重の妻アンが早産のために搬送され、産まれた男児が死に瀕していることを告げられる。更に自身の浮気を告発する中傷の手紙がアンの負担になっていたことを知り、ダディエは教師としての無力を嘆き、憎しみと共に学校を辞めようとする。
しかし、学校ではシニカルで知られた年配教師がダディエに感化され教育への希望を取り戻し、またアンは生徒の中傷を信じた自分の弱さを省みて夫の挑戦を励まし、そして男児が命の危機を脱したことに力を得て、三度ダディエは教壇へと戻る。
頑なに反抗的な生徒ウエストは、ついに教室でナイフを取り出しダディエに切りつける。しかし生徒の大半にダディエへの信頼が生まれており、ウエストの仲間ベラシもまた生徒たちに取り押さえられ、二人は放校処分となる。

## キャスト
| 役名                           | 俳優                   | 日本語吹替                                                            | 日本語吹替 |
| 役名                           | 俳優                   | 東京12ch版                                                            | テレビ版2  |
| ------------------------------ | ---------------------- | --------------------------------------------------------------------- | ---------- |
| リチャード・ダディエ先生       | グレン・フォード       | 保科三良                                                              | 仁内達之   |
| アン・ダディエ                 | アン・フランシス       | 五月女道子                                                            | 芝田清子   |
| ジム・マードック先生           | ルイス・カルハーン     | 島宇志夫                                                              |            |
| ロイス・ジャドビ・ハモンド先生 | マーガレット・ヘイズ   | 森ひろ子                                                              |            |
| ワーネキ校長                   | ジョン・ホイト         |                                                                       |            |
| ジョシュ・エドワーズ 先生      | リチャード・カイリー   |                                                                       |            |
| クラール教授                   | バジル・ライズダール   |                                                                       |            |
| ドクター・ブラッドリー         | ワーナー・アンダーソン |                                                                       |            |
| グレゴリー・ミラー             | シドニー・ポワチエ     | 木村幌                                                                |            |
| アーティー・ウェスト           | ヴィック・モロー       | 田中信夫                                                              |            |
| サンティニ                     | ジェイミー・ファー     |                                                                       |            |
| 不明 その他                    | N/A                    | 吉沢久嘉 大宮悌二 村瀬正彦 雨森雅司 加藤修 小宮山清 納谷六朗 塩見竜介 |            |
| 初回放送                       | 初回放送               | 1968年10月3日 『木曜洋画劇場』                                        |            |

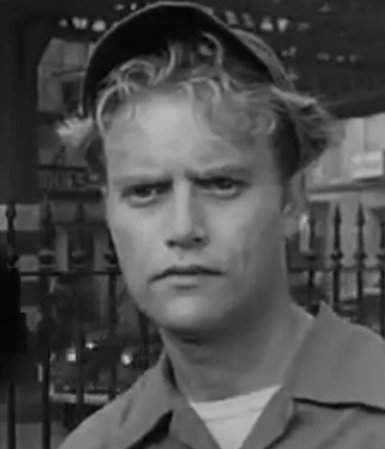
ウェスト役のヴィック・モローは本作が映画デビューとなった。
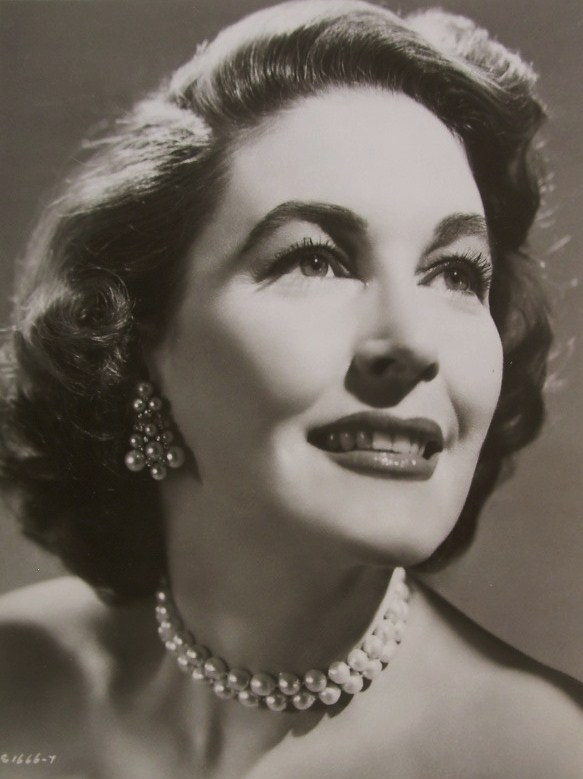
ハモンド先生役のマーガレット・ヘイズ

## ロック・アラウンド・ザ・クロック
この映画は、ビル・ヘイリーと彼のコメッツによる主題歌「ロック・アラウンド・ザ・クロック」と共に語り継がれている。この曲は1954年に発表された当時は、それほど注目を集めなかったが、本作で起用されると、全米チャートで8週連続1位の大ヒット。ロックンロール時代の幕開けを象徴する作品となった。
グレン・フォードの息子が、この曲のレコードを持っていて、それがきっかけで起用された。

## 公開

### 日本での公開
映画倫理規程管理委員会 (以下：旧映倫) が1949年6月に設立された後、日本国外の映画の検閲は連合軍総司令部 (以下：GHQ) が行っていたが、1952年4月28日のサンフランシスコ講和条約によってGHQが解体されたことにより、これらの映画が無審査でと公開されるようになった。1952年6月6月に大映社長の永田雅一がこれらの映画も旧映倫の審査を通すよう勧告したものの、本作の配給元であるメトロ・ゴールドウィン・メイヤー を含むアメリカの大手映画会社10社は業界の第三者機関ではないとして拒否した。
そして、本作が1955年8月に無審査で公開されたことにより、青少年への影響が日本国内でも懸念されるようになった。公開前後の新聞記事では本作の過激な暴力描写が報じられたほか、1955年9月5日には映画の場面を真似た高校生が友人をナイフで刺してしまう事件が起きた。
9月13日に文部省からの通達を受け、各地では本作の上映時間の短縮や見合わせ、および上映中止の措置が取られた。当時文部大臣を務めていた松村謙三はこの日の閣議で、映画の法規制に前向きな意見を述べた。また、「上映禁止になるかも知れない問題作。戦慄すべき十代の犯罪暴力に満ちた教室」という本作のキャッチコピーも扇情的だとして批判された。他方、本作は映画評論家や教育関係者から大人の視聴がふさわしいとみられており、映画評論家の永戸俊雄は『キネマ旬報』に寄せた記事の中で大人だけが鑑賞できる公開形式を求めていた一方、当時の映画館が行っていた年齢制限では不十分であるとも指摘していた。
さまざまな論争が巻き起こり、政府は外国映画の審査について映倫に善処を申し入れた一方、上映については各都道府県に任された。神奈川県の例では、文部省からの通達（前述）に先行する形で同年9月9日、神奈川県児童福祉審議会が同県青少年保護条例に基づき、青少年の観覧禁止映画に決定している。
その後、この問題は「太陽族映画のブームにより再び浮上することなった。

## パロディ／オマージュ
- 犬のドルーピーが主人公のアニメーション映画『いたずら教室』の原題は『Blackboard Jumble』。
- 日本でも1976年、『暴力教室』というタイトルの映画（主演：松田優作）が作られた。